# Cunégonde de Bilstein
Cunégonde de Bilstein (allemand: Kunigunde von Bilstein)  (née vers 1080 - † 1138/1140) fut une comtesse de Gudensberg.

## Origine
Cunégonde est une fille du comte de Rugger (ou Rucker) II de Bilstein et sans doute, mais ce n'est pas certain, d'une fille anonyme du comte Werner III de Gudensberg.

## Unions et postérité
Cunégonde épouse le comte Gison IV de Gudensberg, avec qui elle a deux enfants survivants :
- Hedwige de Gudenberg ;
- Giso V de Gudenberg (né vers 1110 † 1137).

Après la mort de Gison IV le 12 mars 1123, elle épouse la même année le comte Henri Raspe I de Thuringe, frère cadet de l'époux de sa fille Hedwige, Louis Ier de Thuringe. Aucun enfant ne naît de cette union.
Heinri Raspe I porte-étendard de l'empereur Lothaire de Supplinbourg, apparait dans les documents en 1130 comme « comte de Gudensberg », mais il est assassiné la même année. 
Giso V décède avant sa mère. L'ensemble du patrimoine de la lignée des Gisons et une grande partie de celui des Bilstein reviennent à la mort de Cunégonde, par Hedwige et Louis Ier de Thuringe, aux Ludowinges. C'est dans ce contexte que ces derniers imposent leur suprématie dans le nord et le centre de le Hesse historique, jusqu'au XIIIe siècle  à la mort de Henri Raspe IV et au déclenchement de la guerre de Succession de Thuringe.